# Faramea sessiliflora
Faramea sessiliflora là một loài thực vật có hoa trong họ Thiến thảo. Loài này được Aubl. mô tả khoa học đầu tiên năm 1775.